# Pomadasys taeniatus
Pomadasys taeniatus es una especie de peces de la familia Haemulidae en el orden de los Perciformes.

## Morfología
• Los machos pueden llegar alcanzar los 25 cm de longitud total.

## Distribución geográfica
Se encuentra al sur de la Península arábiga.